# François Pidoux
Pour les articles homonymes, voir Pidoux.
François Pidoux, Écuyer, seigneur de la Maduère (début XVIe siècle -1577), est un médecin français du XVIe siècle, conseiller médecin de trois rois successifs : Henri II, François II et Charles IX. 

## Famille
François Pidoux, écuyer, seigneur de la Maduère est le fils de Gabriel Pidoux sieur de la Fouchière et de Pierrefite et de Marie Fradin. Il est issu de la famille Pidoux originaire du Bas-Poitou. Il épouse Catherine Le Mestre issue d'une famille du Tonnerrois, dont il eut quatre enfants :
- Jean Pidoux (1550-1610), fils aîné, qui sera à son tour doyen de la faculté de Poitiers et conseiller médecin du roi Henri IV[1].
- Pierre Pidoux sieur de Nesdes, dit « le brave Pidoux », ou « capitaine de Nesdes ». Huguenot,capitaine dé carabiniers à cheval en 1580, mestre de Camp en 1588, gouverneur de Chauvigny en 1591, il est l'année suivante au siège dé Châtellerault, chevalier de l'Ordre du roi et gentilhomme ordinaire de sa Chambre, conseiller du roi en ses conseils d'état et privé, capitaine de cinquante hommes d'armes de ses Ordonnances.Envoyé à Genève en 1602 pour conduire la guerre contre le duc de Savoie, il fut tué dans une embuscade près de Saint-Gemar en Suissele 9 avril 1603. Il n'eut pas d'enfants de son épouse Françoise Chevalier [1],[2].
- Catherine Pidoux († 1603), mariée à Olivier Fouin, écuyer, sieur des Rouardières[1].
- Charles Pidoux (1559-1624), écuyer, sieur de Chailloux, lieutenant-général de Civray, marié à Marguerite Bouffard[1].

Jean Pidoux est un des arrière-grands-pères de Jean de La Fontaine, auteur des Fables de La Fontaine.

## Carrière
François Pidoux est le premier membre de sa famille à suivre des études de médecine
Il commence des études à Poitiers, de 1524 à 1527. Il poursuit sa formation à la faculté de médecine de Montpellier, où il est inscrit en 1530, en même temps que Rabelais. Il y est reçu docteur en médecine en 1533. 
Il rentre à Poitiers pour y exercer, mais on lui reproche d'être diplômé d'une autre université. Malgré cela, il devient rapidement un des régents de la faculté de médecine, ce qui peut s'expliquer par de solides soutiens ou d'évidentes capacités. Pour faire taire la critique, il acquiert en 1541 le grade d’agrégé à la faculté de Poitiers, dont il devient le doyen en 1559 jusqu'à sa mort en 1577.
Il devient conseiller médecin ordinaire du roi Henri II, comme l'atteste une lettre datée 1er septembre 1553. Il prête serment pour ce titre le 19 janvier 1554. Il est au chevet du roi aux côtés d'Ambroise Paré après la blessure accidentelle que lui inflige Gabriel de Montgommery et qui lui sera fatale.
Le 11 septembre 1559, le nouveau roi François II lui renouvelle sa confiance comme médecin Il est enfin conseiller médecin du roi auprès de Charles IX en 1561.
François Pidoux fait connaître les Eaux de Pougues à Henri II, Catherine de Médicis, François II, Charles IX et Henri III. Son fils Jean Pidoux, également médecin, écrira études et traités concernant ces eaux.